# Рачейская тайга
Рачейская тайга — ботанический памятник природы регионального значения, находящийся в Сызранском районе Самарской области. Создан в 1989 году, служит для охраны реликтового природного комплекса — единственного таёжного массива на юго-востоке Европейской части России. Ценный природный комплекс сосновых лесов, верховых травянистых и сфагновых болот с уникальными для региона флорой и фауной, характерными для более северных широт. Памятник природы является одной из ценнейших особо охраняемых природных территорий в регионе. На его территории встречается 35 видов растений, занесённых в Красные книги Российской Федерации и Самарской области.

## Общая информация
Статус памятника природы был присвоен территории решением исполнительного комитета Куйбышевского областного Совета народных депутатов от 14.06.1989 № 201 «Об отнесении природных объектов области к государственным памятникам природы местного значения». Изначально памятник был признан имеющим республиканское значение. Впоследствии статус ООПТ был подтверждён и уточнён постановлениями правительства Самарской области от 23.12.2009 № 722 «Об утверждении Положений об особо охраняемых природных территориях регионального значения», от 13.09.2013 № 478 «О внесении изменений в постановление Правительства Самарской области» и от 31.12.2009 № 722 «Об утверждении положений о памятниках природы регионального значения», по которым памятник природы отнесён к региональным и утверждена его современная площадь.
Целью создания памятника являлась охрана лесного реликтового природного комплекса — плейстоценовых останцов таёжной зоны. Лес также является узловым элементом регионального экологического каркаса Самарской области, на территории которого обитают и произрастают редкие виды животных и растений, внесённые в Красные книги Российской Федерации и Самарской области.
Вместе с близкорасположенными памятниками природы «Узилово болото» и «Моховое болото» ООПТ «Рачейская тайга» одно время планировалось отнести к Рачейскому филиалу Жигулёвского заповедника.
По числу охраняемых видов наряду с «Рачейским бором» ООПТ «Рачейская тайга» является одним из ценнейших ботанических памятников природы Предволжья. По фитосозологическому рейтингу памятников природы Самарской области Рачейская тайга также занимает 1—2 место, деля его с ООПТ «Гурьев овраг».

## Физико-географические характеристики
Памятником природы является фрагмент крупного лесного массива, расположенный примерно в 2 км западнее села Смолькино Сызранского района Самарской области. Территория памятника природы состоит из одного участка, находящегося в границах сельского поселения Старая Рачейка. Территория относится к лесостепной зоне Русской равнины, на Приволжской возвышенности на водоразделе рек Уса и Борла, в кварталах 15, 23, 25, 34—36, 43—45 рачейского участкового лесничества. Лесной массив, на территории которого расположен ООПТ, является единственным таёжным массивом на юго-востоке Европейской части России.
При создании памятника природы его площадь составляла 334 га, в дальнейшем она была увеличена сначала до 428 га, а затем — ещё более чем вдвое до современных 969,32 га.
Рельеф памятника природы представляет понижение с близким залеганием подземных вод, из-за чего встречаются заболоченные участки. Из общей площади памятника природы леса занимают 871,22 га, 21 га занимают луга, 73,3 — болота и 3,8 га — различные дороги.

### Климат
Климат в районе памятника природы формируется под влиянием суши, является континентальным умеренных широт, среднемесячная температура в январе составляет −12,5°С, а в июле 19,5°С. Значительные лесные массивы несколько сглаживают крайние колебания температуры и влажности. Среднее годовое количество осадков составляет 424 мм, из них на тёплый период приходится около 300 мм, летом осадки иногда принимают ливневый характер. В целом район относится к зоне умеренного увлажнения.

## Биологическое разнообразие
Основную территорию памятника природы занимает сосновый бор в различных вариациях: сухого, влажного, болотистого типов. В первом ярусе леса доминируют старовозрастные сосны (около 100 лет), также в нём встречаются дуб черешчатый, берёза повислая, липа сердцевидная, вяз гладкий, клён остролистный. Встречаются редкие для региона ассоциации — сосновые леса-зеленомошники (Pineta hylocomiosa). В сухих лишайниковых сосняках встречаются мелкие сосново-берёзовые насаждения с грушанковыми и вересковыми, в сырых местах бора хорошо развит лишайниковый и моховой покров, обширно представлены таёжные травы: плаун булавовидный, плаун годичный, щитовник игольчатый, щитовник гребенчатый, кочедыжник женский, черника, брусника, изредка встречаются болотца с клюквой, много родников и ручьёв. Представлена богатая грибная флора. Леса являются останцами таёжной зоны плейстоценовой эпохи.
По причине нетипичности природного комплекса для лесостепных и степных условий Самарской области, многие представители местной флоры имеют ограниченную численность и распространение и связаны с болотами. Всего флора ООПТ включает более 300 высших растений.
Фауна типичная для региона, характерная для его лесных территорий. Основные виды: землерой обыкновенный (Geotrupes starcararius), чернотелка трутовиковая (Diaperis boleti), бронзовка вонючая (Oxythyrea funesta), хлебный жук (Anisoplia austriaca), луговой хрущик (Anomala dubia), коровка глазчатая (Anatis ocellata), усач сосновых вершин (Pogonocherus fasciculatus) и другие.
В целом природные сообщества близки к естественному состоянию, памятник природы является рефугиумом, отсюда происходит пополнение соседних антропогенно преобразованных территорий представителями флоры и фауны.

## Редкие и исчезающие виды
Среди внесённых в Красную книгу Российской Федерации растений на территории памятника природы встречаются венерин башмачок настоящий (Cypripedium calceolus), ятрышник шлемоносный (Orchis militaris). Ранее указывался также кизильник алаунский (Cotoneaster alaunicus), но в современных сводках флоры ООПТ он отсутствует.
Из внесённых в Красную книгу Самарской области встречаются кочедыжник женский (Athyrium filix-femina), гроздовник полулунный (Botrychium lunaria), осока богемская (Carex bohemica), осока волосистоплодная (Carex lasiocarpa), зимолюбка зонтичная (Chimaphila umbellata), пальчатокоренник пятнистый (Dactylorhiza maculata), волчеягодник обыкновенный (Daphne mezereum), дифазиаструм сплюснутый (Diphasiastrum complanatum), щитовник гребенчатый (Dryopteris cristata), дремлик болотный (Epipactis palustris), пушица стройная (Eriophorum gracile), горечавка легочная (Gentiana pneumonanthe), подъельник обыкновенный (Hypopitys monotropa), лилия кудреватая (Lilium martagon), плаун годичный (Lycopodium annotinum), плаун булавовидный (Lycopodium clavatum), майник двулистный (Maianthemum bifolium), страусник обыкновенный (Matteuccia struthiopteris), одноцветка одноцветковая (Moneses uniflora), гнездовка настоящая (Neottia nidus-avies), клюква болотная (Oxycoccus palustris), фегоптерис связывающий (Phegopteris connectilis), любка двулистная (Platanthera bifolia), синюха голубая (Polemonium caeruleum), лапчатка прямостоячая (Potentilla erecta), прострел раскрытый (Pulsatilla patens), грушанка зеленоцветковая (Pyrola chlorantha), грушанка малая (Pyrola minor), Грушанка круглолистная (Pyrola rotundifolia), седмичник европейский (Trientalis europaea), черника (Vaccinium myrtillus), брусника (Vaccinium vitis-idaea), фиалка лысая (Viola epipsila).
Ранее также встречались, но в современных описаниях отсутствуют голокучник Роберта (Gymnocarpium robertianum), сальвиния плавающая (Salvinia natans), дремлик зимовниковый (Epipactis helleborine), ива лапландская (Salix lapponum), лютик Гмелина (Ranunculus gmelinii), сабельник болотный (Comarum palustre), вахта трёхлистная (Menyanthes trifoliata), рябчик русский (Fritillaria ruthenica).
Редкий представитель фауны, внесённый в Красную книгу — аполлон (Parnassius apollo).

## Охрана территории
Фактором негативного воздействия умеренной силы на состояние памятника природы являются рубки леса, рекреационная нагрузка, охота, а также посадки лесных культур. Угрозой памятнику природы являются возможные низовые пожары.
На территории памятника природы запрещается всякая деятельность, влекущая за собой нарушение его сохранности. Разрешены, при условии ненанесения ущерба, свободное посещение гражданами, ограниченное применение нетоксичных средств борьбы с вредителями, ограниченные санитарные рубки, охрана лесов от пожаров, восстановление растительности; использование в качестве воспроизводственного участка в охотничьем хозяйстве; проведение мероприятий, направленных на увеличение численности отдельных видов животных и деревьев; устройство экологических троп, проведение образовательных мероприятий.

## Комментарии
1. 1 2 3 4 5  В пределах Самарской области охраняется на территории единственной ООПТ[4]